# Морбиделли, Джорджо
Джорджо Морбиделли (итал. Giorgio Morbidelli; род. 16 марта 1974, Анкона) — итальянский легкоатлет, выступавший в беге на короткие дистанции, и бобслеист. Участник зимних Олимпийских игр 2006 года.

## Биография
Джорджо Морбиделли родился 16 марта 1974 года в итальянском городе Анкона.
В 1999—2003 годах выступал в национальных соревнованиях по лёгкой атлетике в беге на 60, 100 и 200 метров.
Впоследствии перешёл в бобслей. Выступал за «Форестале» из Рима. В 2004 году завоевал серебро чемпионата Италии в соревнованиях четвёрок, а затем трижды выигрывал золото в соревнованиях двоек вместе с Симоне Бертаццо (2005—2007).
В 2003—2008 годах выступал на международных соревнованиях за сборную Италии.
В 2005 году участвовал в чемпионате мира в Калгари. Занял 10-е место в соревнованиях двоек, 17-е место в соревнованиях четвёрок.
В сезоне-2005/06 единственный раз стал призёром на этапе Кубка мира, заняв 3-е место в соревнованиях четвёрок в Лейк-Плэсиде.
В 2006 году вошёл в состав сборной Италии на зимних Олимпийских играх в Турине. В соревнованиях четвёрок итальянский экипаж, в который также входили Фабрицио Тозини, Лука Оттолино и Антонио де Санктис, занял 11-е место, показав по сумме четырёх заездов результат 3 минуты 42,61 секунды и уступив 2,19 секунды завоевавшему золото экипажу из Германии.